# Tőkehal (gyűjtőnév)

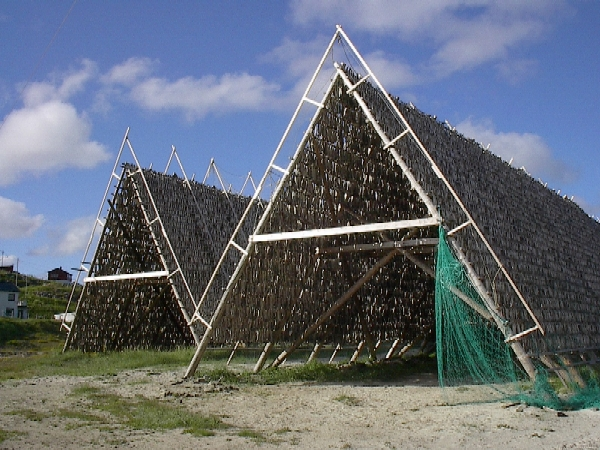
Száradó tőkehalak ('hjell') Norvégiában.

A tőkehal az Északi-tengerben élő, ízes húsú halak gyűjtőneve. Tükörfordítás a német Stockfisch nyomán, a német Stock (tőke, törzs) itt arra utal, hogy a halakat régebben tőkeszerű állványokon szárították szállítás előtt. A Jeges-tengerre kiugró norvég földnyelveken, a tőkehalak száradó rakásai láthatók.
Norvégia legnagyobb export cikke.
Izlandon a kenyér helyi megfelelőjének számít, ugyanis hosszú időn keresztül ellátták vele az országot.
A katolikus mediterrán országokban, például Portugáliában vagy Olaszországban nagyon népszerűnek számít. (Olaszországban "stoccafisso" és "baccalà" a tőkehal megnevezése.) Az orosz kultúrában a szárított tőkehal nagyon népszerű étel, amelyhez általában vodkát vagy sört isznak. A tizenhatodik században sok európai országban árusítottak orosz és svéd tőkehalat.
A nigériai konyha alapelemének számít.